# Guillem de Capraia
Guillem de Capraia fou membre de la família dels comtes de Capraia, una branca dels comtes de Prato. Va anar amb els seus germans Anselm i Bertold a Sardenya i fou pupil del jutge Pere II d'Arborea; quan aquest va morir el 1241, fou nomenat tutor del fill, Marià II d'Arborea i fou, de fet, el governant. Va afavorir Pisa i es va unir a aquesta en la guerra contra el jutge Cià de Càller i després de la victòria del 1257 va obtenir un terç del jutjat. El 1255 el Papa Innocenci IV li va reconèixer la seva senyoria a Arborea. Marià II li va haver de reconèixer a Nicolau de Capraia, fill de Guillem, el condomini sobre el jutjat. Va morir després del 1264.